# Gephyromantis mafy
Gephyromantis mafy es una especie de anfibio anuro de la familia Mantellidae.

## Distribución geográfica
Esta especie es endémica de Madagascar. Habita en las cercanías de Vohimena. Vive en la selva tropical.

## Descripción
El holotipo masculino mide 20,4 mm de longitud estándar.

## Etimología
Su nombre de especie, proviene del malgache mafy, que significa "fuerte, difícil", y le fue dado en referencia al hecho de que esta especie vive en ambientes degradados por la tala ilegal y en referencia a la dificultad de la recolección de esta especie.

## Publicación original
- Vieites, Wollenberg & Vences, 2012 : Not all little brown frogs are the same: a new species of secretive and cryptic Gephyromantis (Anura: Mantellidae) from Madagascar. Zootaxa, n.º 3344, p. 34-46.[4]